# Joaquim Manuel Carneiro da Cunha
Joaquim Manuel Carneiro da Cunha (,  — , entre 1850 e 1852) foi um político brasileiro.
Partidário do chamado liberalismo radical, que pretendia a independência do Brasil sob forma republicana e acompanhada de transformações sociais, participou da Revolução de 1817, em razão do que foi preso e encarcerado em Salvador.
Em 1823, no ponto mais alto de sua existência, integrou com brilho a bancada da Paraíba do Norte (antiga denominação do estado da Paraíba) à Assembleia Constituinte em 1823. Defendeu a localização da Faculdade de Direito (cuja razão se discutia) no Mosteiro de São Bento, na cidade da Parahyba do Norte (atual João Pessoa).
Quando da dissolução da Assembleia Constituinte pelos absolutistas de D. Pedro I, foi preso e desterrado. Mas, no ano seguinte, assinou o manifesto a favor da soberania popular como fonte de legitimação do poder real.